# اسپلاتون ۲
اسپلاتون ۲ (به انگلیسی: Splatoon 2) یک بازی ویدئویی تیمی در سبک تیراندازی سوم شخص که توسط نینتندو برای کنسول نینتندو سوئیچ ساخته و منتشر شده‌است. این بازی دنبالهٔ عنوان اسپلاتون برای کنسول وی یو در سال ۲۰۱۵ به‌شمار می‌رود. اسپلاتون ۲ در ژانویه ۲۰۱۷ رونمایی شد و در تاریخ ۲۱ ژوئیه ۲۰۱۷ به‌طور گسترده عرضه شد.

## دنباله
در ۱۷ فوریه، ۲۰۲۱، در طی نینتندو دایرکت، نینتندو یک تریلر تیزر برای اسپلاتون ۳ را اعلادم کرد، که همچنین برای سوئیچ منتشر شده و قرار است در سال ۲۰۲۲ انتشار شود. تریلر تیزر گیم پلی بازی مشابه اسپلاتون ۲ را فاش کرد، و موارد جدید، سلاح‌ها و توانایی‌های جدید را فاش کرد.